# 트로이 밴 레이우엔
트로이 밴 레이우엔(Troy Van Leeuwen, 1968년 1월 5일 ~ )은 미국의 음악가이다.